# Silveira occultus
Silveira occultus is een insect uit de familie van de Psychopsidae, die tot de orde netvleugeligen (Neuroptera) behoort. 
Silveira occultus is voor het eerst wetenschappelijk beschreven door Tjeder in 1960.